# 张莉 (1967年)
张莉（1967年9月—），安徽宿州人，现任巢湖学院院长。

## 生平
1989年毕业于安徽师范大学化学系，同年分配至宿州师范专科学校（现宿州学院）任教。2002年在安徽师范大学获硕士学位，2007年于安徽大学获博士学位。曾担任宿州学院科研处处长，宿州学院副院长等职。2013年7月，任宿州学院党委副书记、院长。2022年4月，任巢湖学院党委副书记、院长。

## 学术贡献
主要从事纳米功能材料的制备及应用、有机/无机纳米复合材料的制备及应用研究工作。主持国家自然科学基金项目等课题多项，发表论文50余篇，主编教材2部。曾获“安徽省优秀教师”，安徽省学术技术带头人等称号。